# Douglas Silva Bacelar
Douglas Silva Bacelar (São Paulo, 4 de abril de 1990), é um futebolista brasileiro que joga como zagueiro. Atualmente, está no Figuerense.

## Carreira

### Juventude e América-RN
Douglas foi promovido ao profissional do Juventude, pelo técnico Paulo César Gusmão. Após boas temporada, em 2010 foi contratado pelo América-RN para a disputa da Série B.

### Vasco da Gama
Ainda em 2010, PC Gusmão, então técnico do Vasco da Gama, o levou para o clube carioca.
Douglas fez sua estreia com a camisa do Vasco no jogo contra o Santos, jogo amistoso entre reservas, no dia 17 de novembro de 2010. Na equipe profissional, sua estreia oficial foi contra o Corinthians, no dia 28 de novembro de 2010.
Marcou o seu primeiro gol com a camisa Cruzmaltina na goleada de 8 a 3 sobre o Aurora, pelas Oitavas de Final da Copa Sul Americana de 2011. Nessa partida o Cruzmaltino foi a campo com uma equipe mista.

### Ida para a Europa
No dia 31 de Janeiro de 2013, se transferiu para o Dnipro, da Ucrânia.

### São Paulo
Após permanecer 4 anos na Europa, se desligou do Dnipro, por falta de pagamento de salários, se transferindo para o São Paulo, dia 19 de julho de 2016.

### Chapecoense
Em 5 de setembro de 2017, foi emprestado a Chapecoense até  maio de 2018.

## Títulos
Vasco da Gama
- Copa do Brasil: 2011
- Copa da Hora: 2010

São Paulo
- Florida Cup: 2017

### Premiações Individuais
- Melhor zagueiro da  Liga Europa: 2015[5]
- Seleção da Liga Europa: 2015
- Seleção do Campeonato Ucraniano: 2014, 2015